# Libertad condicionada
Libertad condicionada fue una telenovela argentina emitida entre 1985 y 1987 por (Canal 9) protagonizada por Susana Campos. 
Fue la primera telenovela argentina que abordó, como parte central de su trama, el tema de las cárceles de mujeres.

## Sinopsis
La novela narraba las historias de varias mujeres de una cárcel de Buenos Aires que, merced a un programa de libertad condicional, podían salir temporalmente a trabajar o reunirse con sus familiares debido a su buena conducta. Sin embargo, debían regresar a la prisión por las noches.
Entre las presidiarias se encontraba una doctora acusada de asesinar a su esposa (María), una mujer acusada de matar a su patrón porque abusaba de ella (Ernestina) y una estafadora (Laura).

## Elenco
- Susana Campos (Dra. María) (†)
- Juan Carlos Dual (Germán) (†)
- Cecilia Maresca (Sara Andreotti)
- Patricia Palmer (Laura Andonaegui)
- Antonio Caride (Gonzalo) (†)
- Beatriz Día Quiroga (Ernestina Rivera) (†)
- Raúl Rizzo (Roberto Guzmán)
- Patricia Castell (Marcela "La Loba") (†)
- María Danelli (Marisa) (†)
- Osvaldo Brandi (Sebastián) (†)
- Alicia Bruzzo (Eleonora) (†)
- Estela Molly ("La Tota") (†)
- Cristina Tejedor (Claudia Bersoni)
- Susana Monetti ("La Eduarda")
- Cristina Lemercier (†)
- María Vaner (†)
- Germán Kraus (Laureano)
- Silvina Rada ("La Tigra")
- Virginia Luque (Diana) (†)
- Luis Luque
- María Rosa Gallo (†)
- Lydia Lamaison (†)
- María Aurelia Bisutti (†)
- Teresa Blasco (†)
- Erika Wallner (†)
- Rita Terranova
- Camila Perissé
- María Leal
- Aída Luz (†)
- Iris Láinez (†)
- María Noel
- Nené Malbrán (Hortensia) (†)
- Roberto Antier (Carlos Díaz Bilaret)
- Dora Ferreiro (†)
- Lilian Valmar (†)
- Patricia Rozas (Vilma)
- Francisco Llanos
- Yayi Cristal (Roxana)
- Patricia Shaw (Condesa) (†)
- Zulema Speranza
- Joaquín Bouzas (Aragón) (†)
- Héctor Da Rosa (Juan)
- Daniel Lemes
- Raúl Filippi (†)
- Luis Aranda (Cantelmi)
- María Concepción César (†)
- Silvestre
- Silvia Merlino (†)
- Gabriel González Abad
- Alberto Mazzini (Tony) (†)
- María Ibarreta
- Liliana Lavalle

- FICHA TÉCNICA:
- Sonido: UBALDO BURRACO
- Escenografía: MARIO FERRO
- Iluminación: JUAN CARLOS SUÁREZ
- Producción: ALBERTO MARCHI
- Asistente de Dirección: CLAUDIO PAZ
- Dirección: MARTHA REGUERA

## Repercusión
La telenovela obtuvo buenos niveles de audiencia y se prolongó de diciembre de 1985 hasta enero de 1987. Era emitida a las 15 horas por Canal 9.
En la primera edición (diciembre de 1985 a junio de 1986) la pareja central estuvo conformada por Susana Campos y Juan Carlos Dual. 
En la segunda edición (julio de 1986 a 9 de enero de 1987), por Alicia Bruzzo y Germán Kraus.